# Italie annonaire
324–535
Entités précédentes :
- diocèse d'Italie

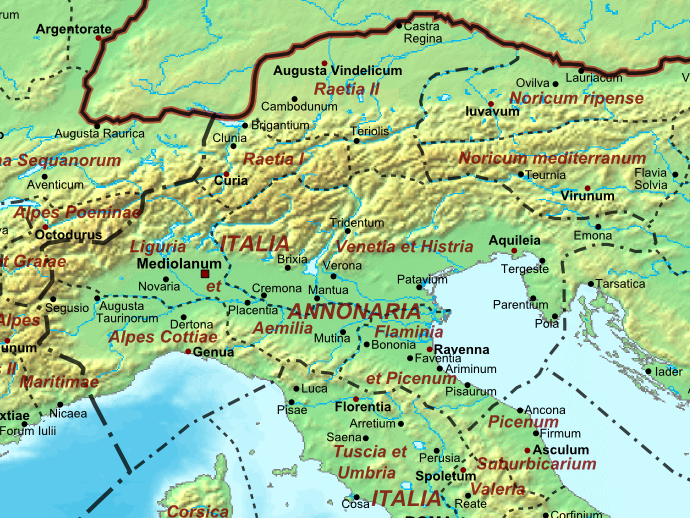
Annonaire vers 400

L’Italie annonaire était une division administrative de l'Empire romain issue de la division par l'empereur Constantin du diocèse d'Italie en deux entités, l'Italie annonaire et l'Italie suburbicaire.
L'Italie annonaire porte ce qualificatif en référence à l'annone : les services du préfet de l'annone gèrent l'approvisionnement en grains de la ville de Rome, dont le stockage et la distribution.
Bien qu'elle soit dirigée par un vicaire à l'instar des diocèses, l’Italie annonaire n'en n'était pas un puisque le diocèse d'Italie n'a jamais été officiellement aboli : elle était donc un vicariat subalterne (« datenaire »).
L'ancienne province de Gaule cisalpine (203-41 AEC) représente une partie seulement, celtique, de l'Italie du Nord.
Elle est scindée en Regio XI Transpadana (Turin) et Gallia Cispadana (Regio VIII Aemilia, Milan).
Sont donc en dehors les régions non-celtes de Regio IX Liguria et Regio X Venetia et Histria.

## Provinces

### Sous Constantin
1. Venetia et Histria (297-476), gouvernée par un correcteur : suite de Regio X Venetia et Histria (de -7 à 292) (Vénétie, Istrie),
2. Aemilia et Liguria, gouvernée par un correcteur : Émilie et Ligurie (province romaine) (it), union de Regio VIII Aemilia et Regio XI Transpadana, capitale Mediolanum (Milan),
3. Flaminia et Picenum, gouvernée par un correcteur : Flaminie (Romagne (Italie)) et Picénum, capitale Ravenna (Ravenne),
4. Raetia (15-476), gouvernée par un praeses : Rhétie (Augusta Vindelicorum (Augsbourg, Souabe, Bavière, Allemagne),
5. Alpes Cottiae (de -14 à 476), gouvernées par un praeses : Alpes cottiennes (Augusta Taurinorum, (Turin)).

### Sous Théodose
1. Vénétie et Histria (Aquilée), gouvernée par un consul,
2. Liguria (Milan) gouvernée par un consul,
3. Aemilia (Plaisance), gouvernée par un consul,
4. Flaminia et Picenum datenarium (Ravenne), gouvernée par un consul,
5. Raetia Prima, Raetia prima (de) (Souabe/Bavière, capitale Augusta Vindelicorum (Augsbourg), gouvernée par un praeses,
6. Raetia Secunda, Raetia Curiensis (de) (Suisse orientale, capitale Curia Raetorum (Theodoricopolis, Coire/Chur), gouvernée par un praeses,
7. Alpes Cottiae (Gênes), gouvernées par un praeses.